# Per Lillo-Stenberg
Per Lillo-Stenberg (21 de junio de 1928 - 27 de marzo de 2014) fue un actor noruego. Sus papeles más conocidos son en las películas Olsenbanden gir seg aldri! (1981) y Olsenbandens siste stikk (1999). Nació en Oslo. Él y su esposa Mette Lange-Nielsen tuvieron un hijo, Lars Lillo-Stenberg, un músico de Delillos.
Lillo-Stenberg murió después de una breve enfermedad el 27 de marzo de 2014 en Levanger. Tenía 85 años.

## Filmografía
- 1949: Aldri mer! (cortometraje)
- 1956: Gylne ungdom
- 1857: Peter van Heeren
- 1958: De dødes tjern
- 1959: Støv på hjernen
- 1961: The Passionate Demons (Line)
- 1961: Hans Nielsen Hauge (película)
- 1963: Læraren
- 1964: Alle tiders kupp
- 1966: Hurra for Andersens
- 1966: Broder Gabrielsen
- 1972: Skuggen av ein helt
- 1976: Farlig yrke
- 1981: Olsenbanden gir seg aldri!
- 1999: Olsenbandens siste stikk
- 2002: Regjeringen Martin
- 2004: Salto, salmiakk og kaffe